# 1417
Пізнє Середньовіччя •  Відродження •  Реконкіста •  Ганза •  Столітня війна

## Геополітична ситуація
Османську державу очолює Мехмед I (до 1421). Імператором Візантії є Мануїл II Палеолог (до 1425), а королем Німеччини Сигізмунд I Люксембург (до 1437). У Франції править Карл VI Божевільний (до 1422).
Апеннінський півострів розділений: північ належить Священній Римській імперії, середню частину займає Папська область, південь належить Неаполітанському королівству. Деякі міста півночі: Венеція, Флоренція, Генуя тощо, мають статус міст-республік.
Майже весь Піренейський півострів займають християнські Кастилія і Леон, де править Хуан II (до 1454), Арагонське королівство на чолі з Альфонсо V Великодушним (до 1458) та Португалія, де королює Жуан I Великий (до 1433). Під владою маврів залишилися тільки землі на самому півдні.
Генріх V є королем Англії (до 1422). У Кальмарській унії (Норвегії, Данії та Швеції) королює Ерік Померанський. В Угорщині править Сигізмунд I Люксембург (до 1437). Королем польсько-литовської держави є Владислав II Ягайло (до 1434). У Великому князівстві Литовському княжить Вітовт.
Частина руських земель перебуває під владою Золотої Орди. Галичина входить до складу Польщі. Волинь належить Великому князівству Литовському. Московське князівство очолює Василь I.
На заході євразійських степів править Золота Орда. У Єгипті панують мамлюки, а Мариніди — у Магрибі. У Китаї править династії Мін. Значними державами Індостану є Делійський султанат, Бахмані, Віджаянагара. В Японії триває період Муроматі.
Цивілізація мая переживає посткласичний період. У долині Мехіко склалася держава ацтеків, де править Чимальпопока (до 1428). Почала зароджуватися цивілізація інків.

## Події
- 11 листопада завершився Констанцький собор, що почався ще 1414 року. Він обрав на папський престол римського аристократа Оддо Колонна, який прийняв ім'я Мартин V, чим поклав край Великій схизмі, коли в Європі одночасно існувало декілька римських пап.
- Англійські війська на чолі з королем Генріхом V висадилися на континенті й розпочали підкорення Нормандії.
- Карла VII оголошено спадкоємцем французького трону.
- В Угорщині з'явилися великі групи циган.
- Китайський мореплавець Чжен Хе відвідав східне узбережжя Африки.